# Kościół św. Mikołaja w Powidzu
Kościół Świętego Mikołaja w Powidzu – rzymskokatolicki kościół parafialny znajdujący się we wsi Powidz, przy ulicy Kościelnej.
Jest to neogotycka świątynia wybudowana w latach 1863–1864 z cegły palonej. W 1868 została konsekrowana przez biskupa Józefa Cybichowskiego, sufragana gnieźnieńskiego. Posiada starsze wyposażenie m.in.: Madonnę z Dzieciątkiem na lwie, rzeźbę gotycką drewnianą z 3 ćwierci XIV wieku i obraz Matki Boskiej w otoczeniu świętych z portretem fundatora z 1 ćwierci XVII wieku przypuszczalnie ze szkoły weneckiej. Polichromia świątyni wykonana techniką sgraffito w 1958 roku została namalowana przez profesorstwo Torwidów z Torunia.